# Erna Bogen-Bogáti
Erna Bogen-Bogáti (31 de diciembre de 1906-23 de noviembre de 2002) fue una deportista húngara que compitió en esgrima, especialista en la modalidad de florete. Fue madre del también esgrimidor Pál Gerevich.
Participó en tres Juegos Olímpicos de Verano entre los años 1928 y 1936, obteniendo una medalla de bronce en Los Ángeles 1932 en la prueba individual. Ganó siete medallas en el Campeonato Mundial de Esgrima entre los años 1931 y 1937.

## Palmarés internacional
| Juegos Olímpicos   | Juegos Olímpicos             | Juegos Olímpicos  | Juegos Olímpicos    |
| Año                | Lugar                        | Medalla           | Prueba              |
| ------------------ | ---------------------------- | ----------------- | ------------------- |
| 1932               | Los Ángeles (Estados Unidos) | Medalla de bronce | Florete individual  |
| Campeonato Mundial |                              |                   |                     |
| Año                | Lugar                        | Medalla           | Prueba              |
| 1931               | Viena (Austria)              | Medalla de plata  | Florete individual  |
| 1933               | Budapest (Hungría)           | Medalla de oro    | Florete por equipos |
| 1933               | Budapest (Hungría)           | Medalla de plata  | Florete individual  |
| 1934               | Varsovia (Polonia)           | Medalla de oro    | Florete por equipos |
| 1935               | Lausana (Suiza)              | Medalla de oro    | Florete por equipos |
| 1936               | San Remo (Italia)            | Medalla de plata  | Florete por equipos |
| 1937               | París (Francia)              | Medalla de oro    | Florete por equipos |